# Shin Megami Tensei II
Shin Megami Tensei II es un videojuego de rol posapocalíptico desarrollado y publicado por Atlus. Fue lanzado originalmente para Super Famicom en 1994 en Japón y desde entonces ha sido portado y lanzado en múltiples plataformas. Es el segundo juego de la serie Shin Megami Tensei, el cual es un subconjunto de la franquicia Megami Tensei.
El juego consiste en la exploración en primera persona de mazmorras y batallas contra demonios; El jugador también puede optar por conversar con los demonios e intentar reclutarlos para en su equipo. Al fusionar varios demonios aliados, el jugador puede crear demonios más poderosos. La historia se desarrolla décadas después del primer Shin Megami Tensei, en la ciudad encapsulada Tokyo Millennium, gobernada por un grupo religioso llamado la Orden del Mesías, que conforman una unidad llamada El Centro. El jugador asume el papel de un gladiador a quien se le dice que es el Mesías y es enviado a misiones por todo Tokyo Millennium para erradicar demonios y prepararse para el Reino de los Mil Años. La trama está influenciada por las decisiones que toma el jugador a lo largo del juego, lo que determina su alineación moral.
El juego fue desarrollado para no tener conexiones directas con el primer Shin Megami Tensei, para asegurar que fuera interesante de forma independiente; Esto llevó al diseñador de personajes Kazuma Kaneko a crear el concepto de una historia vagamente basada en el futuro de Shin Megami Tensei. Los críticos disfrutaron de la jugabilidad y de la dificultad reducida en comparación con el juego anterior; algunos apreciaron la trama y los temas presentados, pero otros pensaron que ciertos temas, aunque nuevos en el momento del lanzamiento, parecían clichés en retrospectiva.

## Jugabilidad
En Shin Megami Tensei II, el jugador asume el papel del gladiador Hawk, capaz de comunicarse con los demonios.La jugabilidad es similar a la del primer Shin Megami Tensei: el juego se controla desde una vista en primera persona,y hace que el jugador explore mazmorras y navegue por áreas exteriores, que se presentan como mapas 2D vistos desde una perspectiva descendente. En ambos tipos de áreas, el jugador encuentra y lucha contra demonios; un indicador en la parte inferior de la pantalla muestra la probabilidad de un encuentro con un demonio. 
El jugador puede conversar con los demonios en lugar de luchar contra ellos y puede negociar para intentar formar una alianza con ellos;estas negociaciones implican que el jugador intente aumentar el estado de ánimo del demonio, y comienzan con el jugador eligiendo una actitud (amistosa o intimidante) tras lo cual se tiene la opción de elegir cómo responder a lo que el demonio dice o hace, y si le da los objetos o el dinero que pide. Los demonios actúan de forma diferente dependiendo de su personalidad, así como de la fase lunar en el juego; Es imposible conversar con los demonios durante la luna llena, lo que obliga al jugador a luchar o huir. Dependiendo de las elecciones que haga el jugador a lo largo del juego, su alineación moral cambia; los diferentes alineamientos son "ley" (Law), "caos" (Chaos) y "neutralidad" (Neutral). Estos afectan el progreso de la trama,y qué tan fácil o difícil es formar alianzas con ciertos tipos de demonios, dependiendo de qué tan compatibles sean las alineaciones del jugador y del demonio.
El jugador puede adquirir demonios más fuertes fusionando dos o tres demonios aliados, dando como resultado un único tipo predeterminado de demonio; Sin embargo, existe una pequeña posibilidad de que ocurra un "accidente de fusión", dando como resultado en un demonio distinto al tipo que se esperaba que produjera la fusión. Los demonios fusionados pueden "heredar" habilidades de los demonios utilizados para crearlos, incluidas aquellas que un demonio de su tipo normalmente no podría tener. Los demonios también pueden fusionarse con armas para crear espadas poderosas para que las use el jugador.

## Trama

### Escenario y personajes
Shin Megami Tensei II está ambientado en el año "20XX", décadas después de los acontecimientos de Shin Megami Tensei, donde se libró una guerra entre ángeles y demonios. Oponiéndose a ambos bandos, un hombre llamado el Héroe creó un mundo donde tanto la Ley como el Caos podían coexistir, donde la gente tenía libertad para elegir y creer lo que deseara. En el tiempo transcurrido entre los dos juegos, el mundo se vio asolado por catástrofes y el aire se volvió irrespirable. La gente acudió en masa a la ciudad encapsulada Tokyo Millennium, construida sobre las ruinas de Tokio, donde viven mutantes, hadas y demonios. La ciudad está gobernada por seguidores de la religión mesiánica en una unidad central llamada el Centro, y está dividida en distritos; el más grande es Valhalla, donde la gente puede competir en un torneo de gladiadores, y el ganador obtiene la ciudadanía en el lujoso Centro, que está fuera del alcance de los demonios.
El juego sigue a Hawk, un gladiador amnésico del Valhalla que entrena en el gimnasio de su mentor Okamoto. Entre otros personajes recurrentes se encuentran Hiroko, una rebelde caballero del templo; Beth, una mujer del centro que jura permanecer siempre al lado de Hawk; Daleth, que afirma ser el Mesías, y lucha contra Hawk en múltiples ocasiones; Zayin, un caballero del templo; y Gimmel, un hombre del bosque de Arcadia, que conoce a Hawk de alguna parte. Al principio del juego, Hawk conoce a un hombre llamado Steven, que le concede el "Programa de Invocación de Demonios" para el terminal de brazo de Hawk, lo que le permite invocar demonios.

### Historia
Hawk gana el torneo de gladiadores en el Valhalla, obteniendo la ciudadanía en el Centro, y Hiroko le pide que le ayude a encontrar a un chico que ha desaparecido. Al no encontrarlo, son escoltados por Zayin hasta el Centro, donde conocen al obispo mesiánico. Reprende a Hiroko por actuar de forma independiente y le dice a Hawk que su verdadera identidad es Aleph, el Mesías, quien salvará a la humanidad y traerá el paradisíaco " Reino de los Mil Años ", y que Beth fue enviada por Dios como compañera del Mesías. El Centro envía a Aleph y Beth en misiones por Tokyo Millennium para erradicar a los demonios y preparar el mundo para el Reino de los Mil Años. Se reúnen con Gimmel y se les muestra Arcadia, un prototipo del Reino de los Mil Años. De vuelta al Centro, se enteran de que los demonios han invadido el lugar y que alguien a quien el obispo llama el Antimesías está proclamando a la gente que él es el verdadero Mesías. Aleph y Beth son enviados a detenerlo y descubren que se trata de un hombre llamado Daleth. Durante la lucha, Daleth casi mata a Aleph, pero Beth se sacrifica, lo que permite a Aleph recuperar la ventaja. Haciendo honor al último deseo de Beth, perdona la vida a Daleth y es considerado el verdadero Mesías.
Junto con el demonio Nadja, Aleph viaja por el subsuelo y encuentra a una Hiroko a la que le han lavado el cerebro en un campo de concentración. Su celda está custodiada por Zayin, que admite tener dudas sobre la actuación del Centro y deja que Aleph libere a Hiroko; ella se niega a marcharse, pero Nadja la libera del lavado de cerebro fusionándose con ella. En su camino de vuelta, Aleph e Hiroko se enteran de que el Centro ha liberado al demonio Abaddon para que se trague todo el distrito de Valhalla, y que el Centro sólo planea permitir vivir en el Reino de los Mil Años a aquellos que considere dignos; todos los demás serían abandonados y dejados a su suerte. Zayin inicia una revuelta contra el Centro, que amenaza con cortar el suministro de aire al distrito de Holytown si no se rinde; él, Aleph e Hiroko van al Centro para enfrentarse a los cuatro ancianos que lo dirigen. Aleph e Hiroko se enteran de que los ancianos son en realidad los arcángeles Miguel, Rafael, Uriel y Gabriel; Aleph e Hiroko luchan y matan a los tres primeros arcángeles, tras lo cual Gabriel les revela que YHVH, el dios creador, había ordenado a los arcángeles que vigilaran la creación del Milenio de Tokio y esperaran al Mesías, pero que Miguel, Rafael y Uriel, incapaces de esperar más, crearon a Aleph como un falso Mesías artificial, lo que llevó a YHVH a abandonarlos; él era el niño que Hiroko estaba buscando, envejecido a una velocidad antinatural para asumir el papel de Mesías. Del mismo modo, Beth fue creada artificialmente como compañera del Mesías, Zayin como su guardaespaldas, Daleth como falso salvador destinado a ser derrotado por el Mesías para que Aleph se ganara el favor del pueblo, y Gimmel como Mesías de prueba para el prototipo de Arcadia.
Sospechando que Aleph es Satán, Lucifer convoca a Aleph y a Hiroko a su castillo en la Expansión; se siente aliviado al saber que Aleph no es Satán, pero dice que el resurgimiento de Satán es sólo cuestión de tiempo. Les dice que Satanás es un instrumento de la ira de Dios, que se utilizará para juzgar y erradicar a la humanidad, y que quiere la ayuda de Aleph e Hiroko para luchar contra Satanás. Al salir del castillo de Lucifer, Aleph e Hiroko se encuentran con Gabriel, que los lleva al jardín del Edén, situado en lo alto del Centro, donde se encuentran con Zayin -que se revela como Satán (después de que Zayin se fusione con el demonio Set)-, que quiere aliarse con Aleph e Hiroko y luchar contra Lucifer, destruir Tokyo Millennium y crear el Reino de los Mil Años. Si el jugador se une a Gabriel y Zayin, el Reino de los Mil Años se crea a través del Edén -que se revela como una inmensa nave espacial que transporta a los elegidos- y la destrucción de toda la vida en la Tierra. YHVH aparece a bordo del Edén, y Zayin, Aleph e Hiroko luchan y lo matan por haber cometido genocidio, tras lo cual Zayin declara a Aleph el verdadero salvador, y a Hiroko la madre santa, y luego se desmorona. Si por el contrario el jugador se alía con Lucifer o permanece neutral, Aleph e Hiroko matan a Zayin antes de que pueda activar la destrucción; Aleph es apodado falso Mesías y comete el "pecado máximo" matando a YHVH, liberando a la humanidad.

## Desarrollo

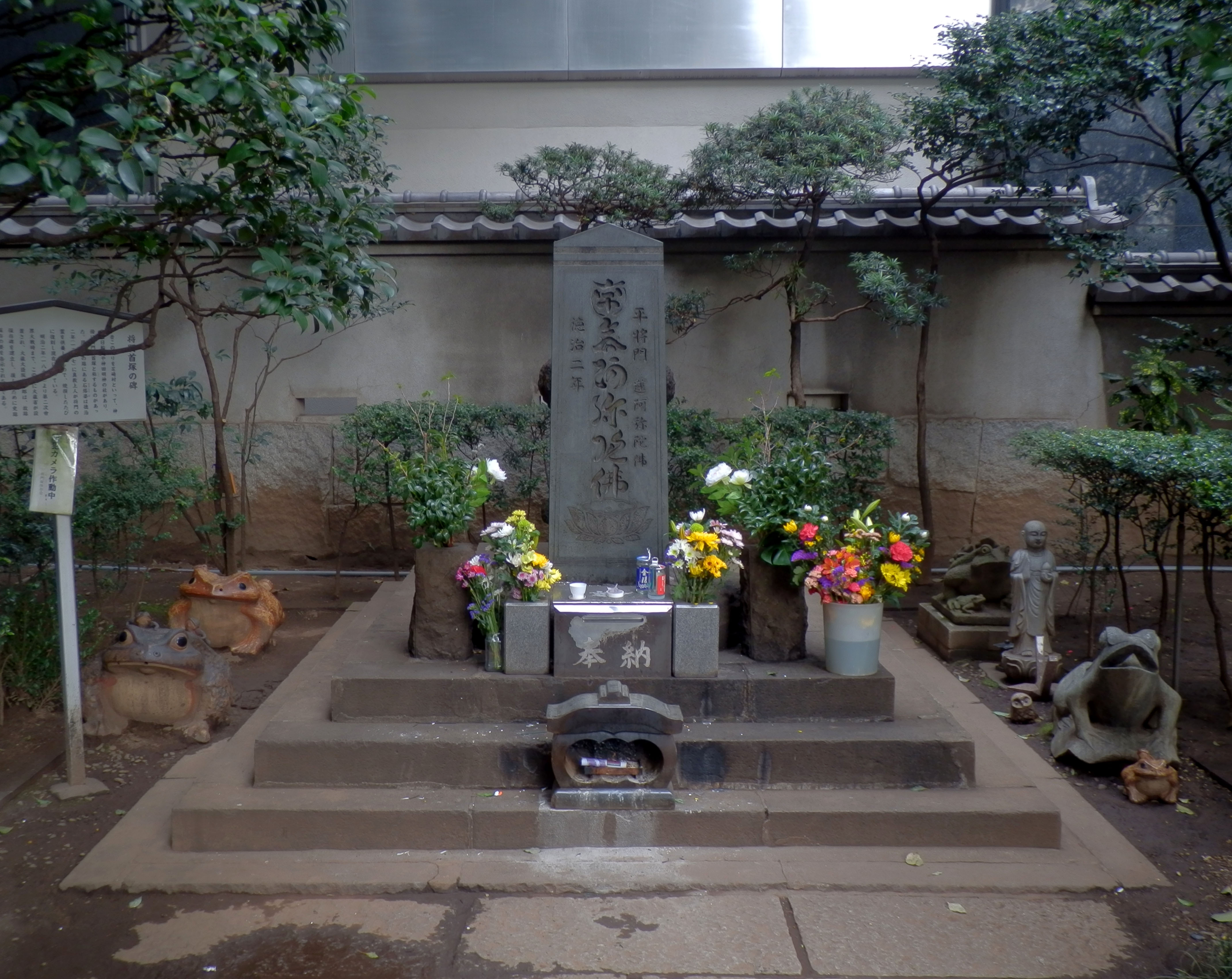
El equipo de desarrollo de Atlus visitó la tumba de Taira no Masakado (en la foto) y el templo de Hariti durante la preproducción para limpiarse espiritualmente.

Shin Megami Tensei II fue desarrollado por Atlus originalmente para la consola Super Famicom. El juego dirigido por Kouji Okada, producido por Hideyuki Yokoyama,y escrito por Ryutaro Ito, con una banda sonora compuesta por Tsukasa Masuko. Kazuma Kaneko fue el diseñador de los personajes del juego, pero también participó en la fase de planificación.Durante la preproducción del juego, el personal de desarrollo visitó el templo de Hariti en Zōshigaya y la tumba de Taira no Masakado para limpiarse a sí mismos. Ya habían hecho esto antes, primero durante el desarrollo del primer Shin Megami Tensei ; Después de que robaron a uno de los miembros del personal, decidieron hacerlo con regularidad. La inspiración para hacer esto vino de Go Nagai, de quien se decía que había exorcizado un espíritu con la ayuda de Hariti mientras escribía el manga Devilman.
Durante la etapa de planificación del juego, se decidió que este no debería estar conectado directamente con Shin Megami Tensei, asegurando que mantendría un interés independiente del juego anterior; Debido a esto, Kaneko lo imaginó como una historia basada vagamente en el futuro del primer juego. Al principio, pensó que tendría lugar diez años después del primer juego, ya que creía que ese sería aproximadamente el tiempo necesario para que la sociedad se reconstruyera, pero otro miembro del equipo de desarrollo quería que tuviera lugar cientos de años después. Kaneko no estuvo de acuerdo, diciendo que la cultura habría cambiado mucho en cien años y que ni siquiera podía imaginar cómo sería el mundo dentro de cien años o cómo había sido durante el período Meiji. Los dos tenían ideas diferentes sobre la línea de tiempo de la serie, pero finalmente decidieron ambientar el juego "varias décadas" después de Shin Megami Tensei. Hicieron uso del árbol de la vida como tema central de la historia.
Según Kaneko, la razón para elegir al dios judeocristiano-islámico, YHVH, como antagonista del juego, fue que veía a YHVH como la base de todos los demás dioses del mundo: Tras observar motivos comunes a lo largo de las distintas mitologías, como el diluvio y la creación del mundo, razonó que todas ellas tenían su origen en una única mitología, que se había ido modificando a medida que la gente la llevaba consigo, dando lugar a los mitos modernos. Pensó que la mitología original sería el Antiguo Testamento, y por tanto consideraba a YHVH la base folklórica de todos los dioses. A pesar de elegir a YHVH como el antagonista, Kaneko señaló que no tenía la intención de que YHVH fuera el mal encarnado en Megami Tensei.

### Diseño de personaje
Aleph fue creado para encarnar el mundo y la ambientación de Shin Megami Tensei II, lo que se refleja en su diseño de personaje: tiene una computadora portátil y un visor con el que controla a los demonios, y porta espadas, armas y armaduras para usar en la batalla. Su computadora se diseñó para que pareciera compacta, y el visor se diseñó para que fuera inalámbrico, para mostrar que el juego transcurre en el futuro. Kaneko decidió no dotar a Aleph de personalidad, en parte porque es controlado por el jugador y en parte porque es un ser artificial creado por los científicos del Centro.Beth y Daleth fueron diseñados para parecerse a la heroína y al héroe del primer Shin Megami Tensei, usando los colores azul y verde, respectivamente.Lucifer fue retratado visualmente como un elegante caballero, ya que Kaneko lo veía como alguien que tienta y pone a prueba al jugador, más que como alguien malvado. Diseñó a Lucifer de acuerdo con las representaciones de él como un hermoso ángel de doce alas, pero en su lugar le dio seis alas, para un total de doce en sus apariciones en Shin Megami Tensei y Shin Megami Tensei II.
Varios personajes se basaron en personas reales: Okamoto, el mentor de Aleph, debe su nombre al propietario del edificio que Atlus ocupó durante el desarrollo del juego; Matsumoto, al primer casero de Ito en Tokio; y Mekata lleva el nombre de un reportero de la NHK. Además, Red Bear lleva el nombre de la malvada organización de la película de superhéroes Aikoku Sentai Dainippon.Algunos diseños de personajes se crearon teniendo en cuenta las limitaciones del hardware de Super Famicom: Kaneko diseñó tres poses diferentes para los Doce Generales Celestiales, que se combinaron de diversas maneras con gráficos para las diferentes cabezas y objetos que llevaban, junto con diferentes paletas de colores, lo que dio como resultado doce combinaciones diferentes. Le pareció aceptable, ya que los generales formaban un grupo y debían parecer cohesivos.

## Recepción
Los escritores de Famitsu apreciaron la cantidad de libertad que el jugador tiene. En sus reseñas de las versiones de PlayStation y Game Boy Advance, expresaron que la jugabilidad aún se sentía vigente a los estándares. Encontraron que el sistema de fusión de demonios era excelente y divertido, y no pensaron que pareciera obsoleto.  Kurt Kalata y Cristopher J. Snelgrove de Hardcore Gaming 101 apreciaron la dificultad reducida del juego en comparación con la del primer Shin Megami Tensei.
Kalata y Snelgrove no pensaron que la historia del juego comenzara "con el mismo dinamismo" que el primer Shin Megami Tensei; pensaban que el concepto de "salvador amnésico" es un "cliché poco convincente" y que la idea de que la religión occidental es mala se ha desgastado. Sin embargo, también expresaron que Shin Megami Tensei II salió antes de que estos elementos fueran usados en exceso, y que "sin duda" se sentían frescos en ese momento.En su libro Game Magic: A Designer's Guide to Magic Systems in Theory and Practice, Jeff Howard utilizó Shin Megami Tensei II como ejemplo de videojuego con alusiones a la Cabalá, con su uso de letras hebreas como nombres de personajes; Dijo que esto contribuye a la atmósfera y da una sensación de profundidad o misterio.Famitsu apreció el tema "grandioso y único" del juego, su visión del mundo y su escenario "profundo" y oscuro.  
A Chris de Square Enix Music Online no le gustó la música del juego: lo llamó el peor de toda la serie y dijo que las piezas musicales tienden a ser monótonas y se basan en la repetición de la nada. Dijo que construir lentamente piezas ambientales como "Title Demo", "Title" y "Memory Recovery" son efectivas en contexto, pero que son demasiado simples y repetitivas para disfrutarlas como música independiente. Sin embargo, las piezas "Disco" y "Casino" le parecieron divertidas y pegadizas.Kyle Miller y Damian Thomas, ambos escribiendo para RPGFan, fueron más positivos con la música del juego. Miller encontró la banda sonora bien hecha, pero peor que la del primer Shin Megami Tensei. Las piezas que más le gustaron fueron "Heretic Mansion" y algunos temas de batalla. También expresó haberle gustado "Casino", el cual le pareció un tema pegadizo y pensó que funcionaba como un contraste eficaz con el pavor de las otras piezas.Thomas encontró que la banda sonora era excelente y dijo que, si bien varias piezas son cortas, tienen melodías sólidas.Kalata y Snelgrove apreciaron la música que se toca durante las batallas.Famitsu pensó que los gráficos de la versión de PlayStation parecían "baratos". 